# عملة ورقية

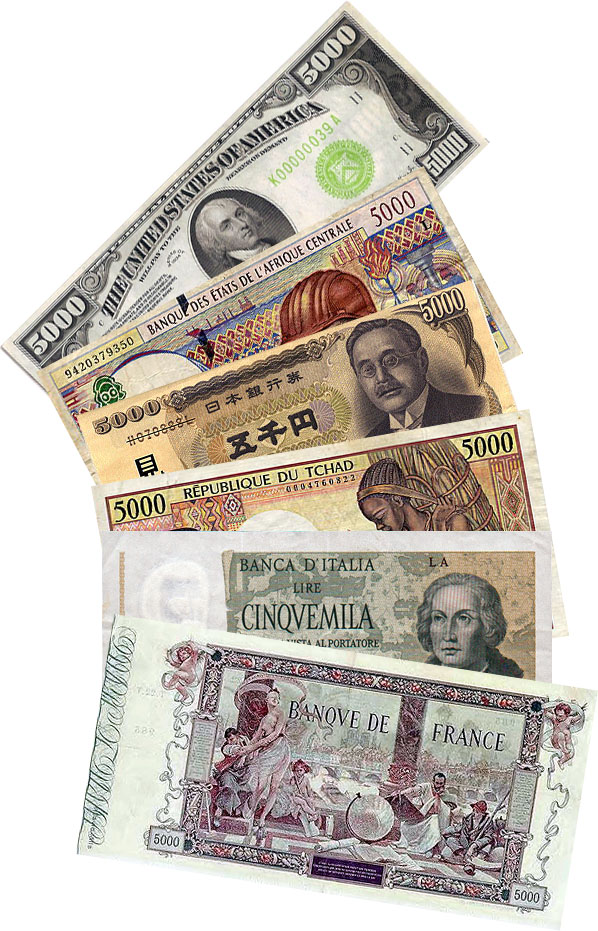
أوراق نقدية من فئة الـ 5000 بعملات مختلفة

الأَوْرَاقُ النَّقْدِيَّةُ أو العملة الورقية نوع من أوراق الدفع التجارية التي يصدرها مصرف أو سلطة مفوضة أخرى، يمكن دفعها لحامل سند حسب الطلب. كانت الأوراق النقدية تصدر في الأصل من قبل المصارف التجارية التي كانت مطالبة وفقًا للقانون باستعادة الأوراق المالية للعملة القانونية (عادة عملة من ذهب أو فضة) عند تقديمها إلى رئيس الخزنة للمصرف المصدر. كانت هذه الأوراق النقدية التجارية تقايض فقط بحسب قيمتها الاسمية في السوق التي يخدمها المصرف المصدر. استبدلت الأوراق النقدية التجارية بصورة رئيسية بورقة نقدية وطنية تصدر من المصارف المركزية أو السلطات المالية.
عادة، وليس دائمًا، ما تكون الأوراق النقدية الوطنية عملة قانونية، بمعنى أن المحاكم القانونية مطالبة بالاعتراف بها كدفعة مقبولة للديون المالية. من الناحية التاريخية، سعت المصارف إلى ضمان أن تكون قادرة على الدوام على دفع نقود معدنية حين قدمت عملات ورقية للدفع. هذه الممارسة في «دعم» الأوراق المالية من خلال شيء مادي هو الأساس لتاريخ المصارف المركزية التي تدعم عملاتها بالذهب أو الفضة. معظم العملات الوطنية لا تملك، اليوم، دعمًا عبر فلزات نفيسة أو سلع ولا تمتلك قيمة سوى من خلال النقد الإلزامي. باستثناء صادرات الفلزات النفيسة أو الصادرات مرتفعة القيمة التي لا تدخل في التداول، تستخدم العملات النقدية لوحدات مالية قليلة القيمة، في حين تستخدم الأوراق النقدية للقيم الأعلى.
نص قانون حمورابي رقم 100 (تقريبًا بين عامي 1755 – 1750) على تسديد قرض من قبل مدين إلى دائن وفق خطة تسديد مع تاريخ استحقاق محدد في مدة تعاقدية مكتوبة. ونص القانون رقم 122 على أنه ينبغي على مودع الذهب أو الفضة أو أي ملكية منقولة أخرى للخزنة أن يقدم جميع السلع وعقد استيداع موقع إلى كاتب بالعدل قبل إيداع السلع مع مصرفي، ونص القانون رقم 123 أن المصرفي يعفى من أي مطلوبات من عقد استيداع في حال أنكر الكاتب بالعدل وجود العقد. ونص القانون رقم 124 على أنه يحق للمودع مع عقد استيداع مصدق من قبل كاتب بالعدل استعادة القيمة الكاملة لوديعته، ونص القانون 125 على أن المصرف ملتزم قانونيًا باستبدال الودائع المسروقة خلال حيازته لها.
في الصين خلال حقبة سلالة هان، ظهرت أوراق دفع في عام 118 قبل الميلاد وكانت تصنع من الجلد. ومن المحتمل أن روما استخدمت مادة خفيفة الوزن ومتينة كأوراق دفع في عام 57 م كانت قد وجدت في لندن. إلا أنه ثمة مزاعم أن حضارة قرطاج قد أصدرت أوراقًا مصرفية من ورق البرشمان أو الجلد في عام 146 قبل الميلاد. وبذلك قد تكون قرطاج أقدم مستخدم لأوراق الدفع خفيفة الوزن. في البداية طورت أول ورقة نقدية معروفة في الصين خلال حقبتي سونغ وتانغ، ابتداء من القرن السابع. وكانت جذورها تعود إلى الإيصالات التجارية للودائع خلال حقبة تانغ (618 - 907)، مع رغبة التجار وبائعي الجملة بتجنب الكتلة الخضمة من النقود النحاسية في التعاقدات التجارية الضخمة. خلال حقبة سلالة يوان (1271 - 1368)، تبنت الإمبراطورية المغولية الأوراق النقدية. وفي أوروبا، أدخل مفهوم الأوراق النقدية للمرة الأولى خلال القرن الثالث عشر من قبل مسافرين مثل ماركو بولو، وظهرت الأوراق النقدية الأوروبية في عام 1661 في السويد.
يشكل التزوير، بما في ذلك تزييف الأوراق النقدية، تحديًا متأصل لإصدار العملة. ويواجه عبر إجراءات لمكافحة التزوير خلال طباعة الأوراق النقدية. كانت مكافحة تزوير الصكوك والأوراق النقدية الدافع الرئيسي وراء تطور وسائل الطباعة الأمنية في القرون الأخيرة.

## تاريخ
تشير الدراسات التاريخية إلى أن الصين كانت أول بلد طبع الأوراق النقدية وذلك في عهد سلالة تانغ (618 - 907)، ولقد كانت الفكرة الاُولى لنشوء الأوراق النقدية قد ولدت بين التجار الذين يتنقلون من بلد إلى بلد ويحملون نقودهم الذهبية والفضية معهم فكانت عرضة للضياع والسرقة فاستعاضوا عنها بوثائق خطية تُثبت مقدار ملكيتهم فكانت تمثل البديل الورقي البدائي للعملة المعدنية (الذهب والفضة) وشهادة بقدرة حاملها على دفع المقدار المثبّت على متنها.
وكانت تلك كالورقة تدفع إلى التاجر الذي تشترى منه البضاعة وهو بدوره يستطيع أن يتسلّم المبلغ المثبت على هذه الورقة من الشخص المودع عنده مال التاجر المشتري ثم تطور استعمال هذه الأوراق فصار بالإمكان دفعها إلى أي بائع أو مشتري بشكل متداول ليكون المرجع النهائي في القبض هو المركز المودع فيه المال.
لم تصل النقود إلى أوروبا سوى في القرن الرابع عشر، ولم تتطور إلى ما يشبه وظيفتها الحالية سوى في القرن السابع عشر. فكان أول مصرف أوروبي يصدر الأوراق النقدية هو مصرف ستوكهولم في عام 1660 إلا أنه فشل في عام 1664 بالإيفاء لدفع قيمة كل ما اصدره من عملات ورقية بالذهب، فأعلن إفلاسه في ذلك العام. وفي عام 1669 بدأ مصرف اسكوتلندا بإصدار الأوراق النقدية، ولا يزال حتى الآن -بعد أكثر من 300 عام- يقوم بهذه المهمة بنجاح، ليصبح بذلك المصرف الذي أصدر عملات ورقية لأطول وقت دون توقف.
وفي عام 1660 أصدرت الأوراق النقدية لأول مرة في أمريكا وذلك في مستعمرة خليج ماسشوتس (إحدى المستعمرات 13 التي تؤلف أمريكا في ذلك الحين)، إلا أن الأوراق النقدية كانت تصدرها مصارف خاصة مما جعل البعض يرفض استلام عملات التي تصدرها مصارف لا يثق بها، بل وقد كان البعض يستلم عملات أخرى بأقل من قيمتها لنفس السبب. في عام 1776 (مباشرة بعد الاستقلال من بريطانيا) بدأ المصرف المركزي بإصدار عملة الدولار، إلا أن هذه العملة لم تكن مغطاة بالذهب كالنقود القانونية مما لم يشجع الناس للتعامل بها. ولكن القانون الذي أقره الكونغرس كان يُجرّم كل من لا يقبل الدولار كعملة باعتباره عدو للدولة. ولم تستمر هذه الثقة طويلًا فتكاليف حرب الاستقلال أجبرت الحكومة على طبع العملات بشكل كبير مما تسبب في تضخم هائل فقد الدولار على إثره قيمته، إلى أن رُبط بالذهب والفضة في عام 1789 على يد الكسندر هاميلتون. وقد استمر هذا الوضع حتى عام 1860 حينما أجبرت الحرب الأهلية الحكومة الأمريكية على طبع كميات كبيرة من النقود لم تكن مغطاة بأي من المعدنين (الذهب أو الفضة). وقد كانت العملات المطبوعة في ذلك الوقت هي أول عملة اكتسبت اللون الأخضر الذي يشتهر به الدولار الأمريكي حاليًا. والتضخم الهائل جعل الحكومة الأمريكية تُعيد ربط الدولار بالمعدنين في عام 1879. ثم أعيد فك الربط بشكل مؤقت في عام 1933 على يد الرئيس فرانكلين روزفلت للتخلص من آثار الكساد العظيم وقد اعيد ربطه من جديد في العام الذي تلاه ولكن بتعديل كبير في سعر الدولار، وكذلك بمنع الشعب الأمريكي من استبدال الدولار بالذهب أو الفضة (أو حتى الاحتفاظ بكميات كبيرة من الذهب أو الفضة)، وقد كان يحق للحكومات الأجنبية فقط استبدال الدولار بأي من المعدنين. في عام 1971 قام الرئيس نيكسون بإعادة فك ارتباط الدولار بالذهب وبقي الدولار حتى الآن كذلك.

## تغطية النقود
من المعروف اقتصاديا أنّ النقود الورقية المتداولة الآن لم تعد قابلة للتحويل إلى ذهب أو فضة عند طلب حاملها بما يساوي القيمة الاسمية المثبتة عليها بل هي نقود تعتمد على ثقة المتداولين لها بالجهة المصدِّرة (الدولة أو البنك المركزي) فهي نقود تعهدية من قبل الجهة المصدرة.
قد يكون إصدار الأوراق النقدية مقابل مبالغ من الذهب أو كميات من السبائك الذهبية المرصدة لدى مؤسسة النقد العالمي أو مقابل ضمانات مقبولة تقدمها الدولة المصدِّرة أو مقابل الاثنين معاً. وقد تكون مثل هذه الأوراق بمثابة أمر رسمي من السلطة يفرض على الشعب، ويُجعل تداول الأوراق النقدية أمرا الزاميا ضمن الحدود الجغرافية لهذه الدولة، فتعتبر من الناحية الواقعية نقودا محلية إذ ليس بإمكان الدولة فرض قبولها أو الزام التداول بها خارج حدودها الإقليمية بل تتمكن الدولة من جعلها أداة للمضاربات المالية بواسطة إبدالها بقطع نادرة على أمل جني الأرباح في المستقبل عند ارتفاع قيمة تلك القطع.
والأساس الاقتصادي السليم الذي تعتمد الدولة عليه في تقدير حجم النقد الورقي الذي تصدره هو أن يكون الإصدار النقدي مساوياً لما لديها من موجودات عينية وخدمات مقبولة اقتصادياً وكلما كان حجم الأوراق النقدية مساويا لما لدى الدولة من موجودات مادية وخدمات كان وضع العملة الاقتصادي طبيعيا وسليما أما إذا ازدادت كمية الأوراق النقدية على ما يقابلها من موجودات عينية وخدمات فعندئذ تهبط قيمة هذه النقود وقوتها الشرائية فيحصل ما يسمى بالتضخم النقدي.

## هواية جمع النقود الورقية
مع أنها ليست منتشرة بكثرة كهواية جمع العملات والطوابع إلا أنها في تزايد مستمر.
سجل سانجاي ريلان من هونغ كونغ الرقم القياسي في موسوعة جينيس منذ عام 2007 لجمعه 221 ورقة نقدية تمثل 221 بلدا مختلفا، كما أنه حقق الرقم القياسي في عام 2007 لفترة قصيرة لجمعه 235 عملة نقدية تمثل 235 دولة مختلفة.

## معرض صور

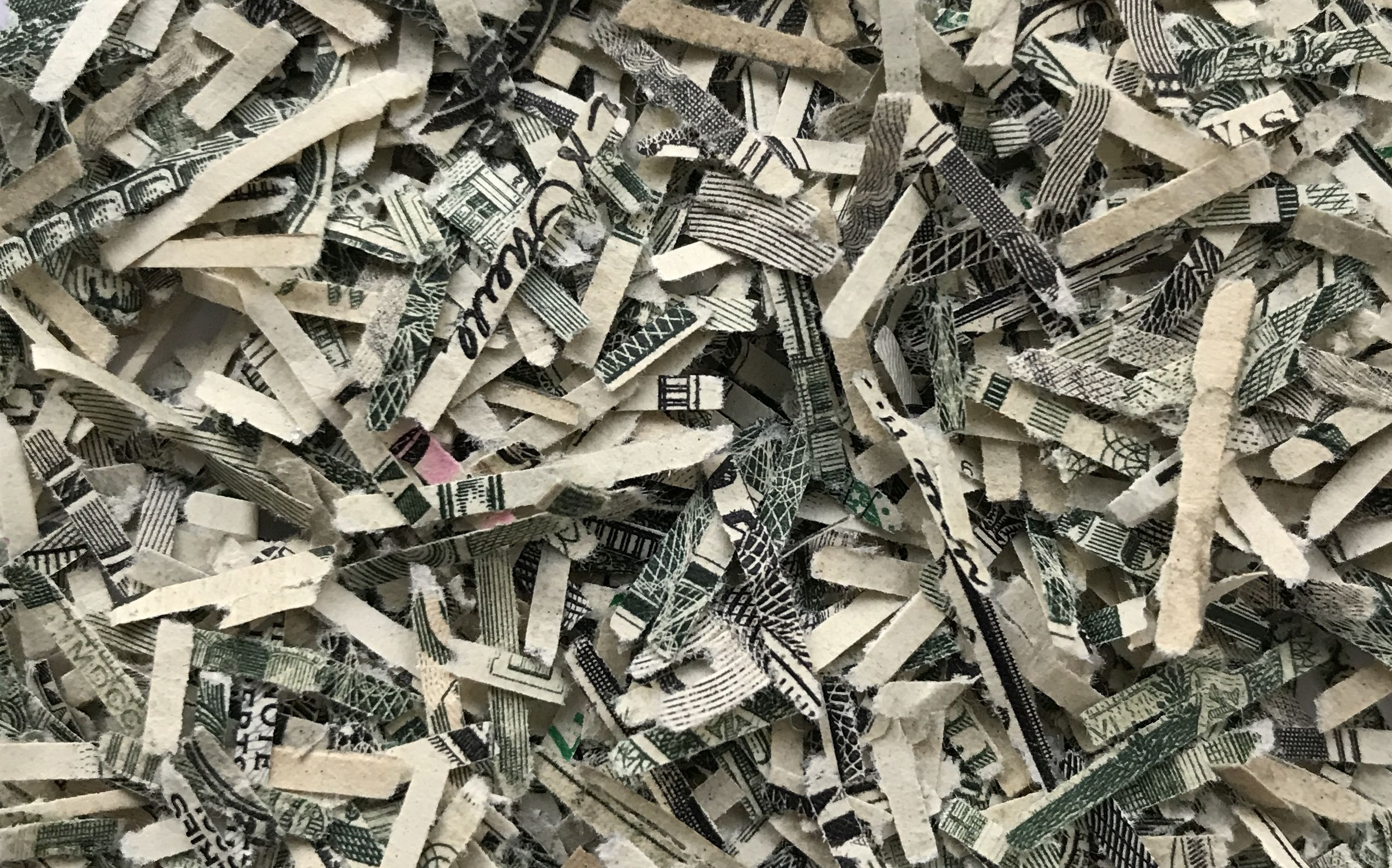
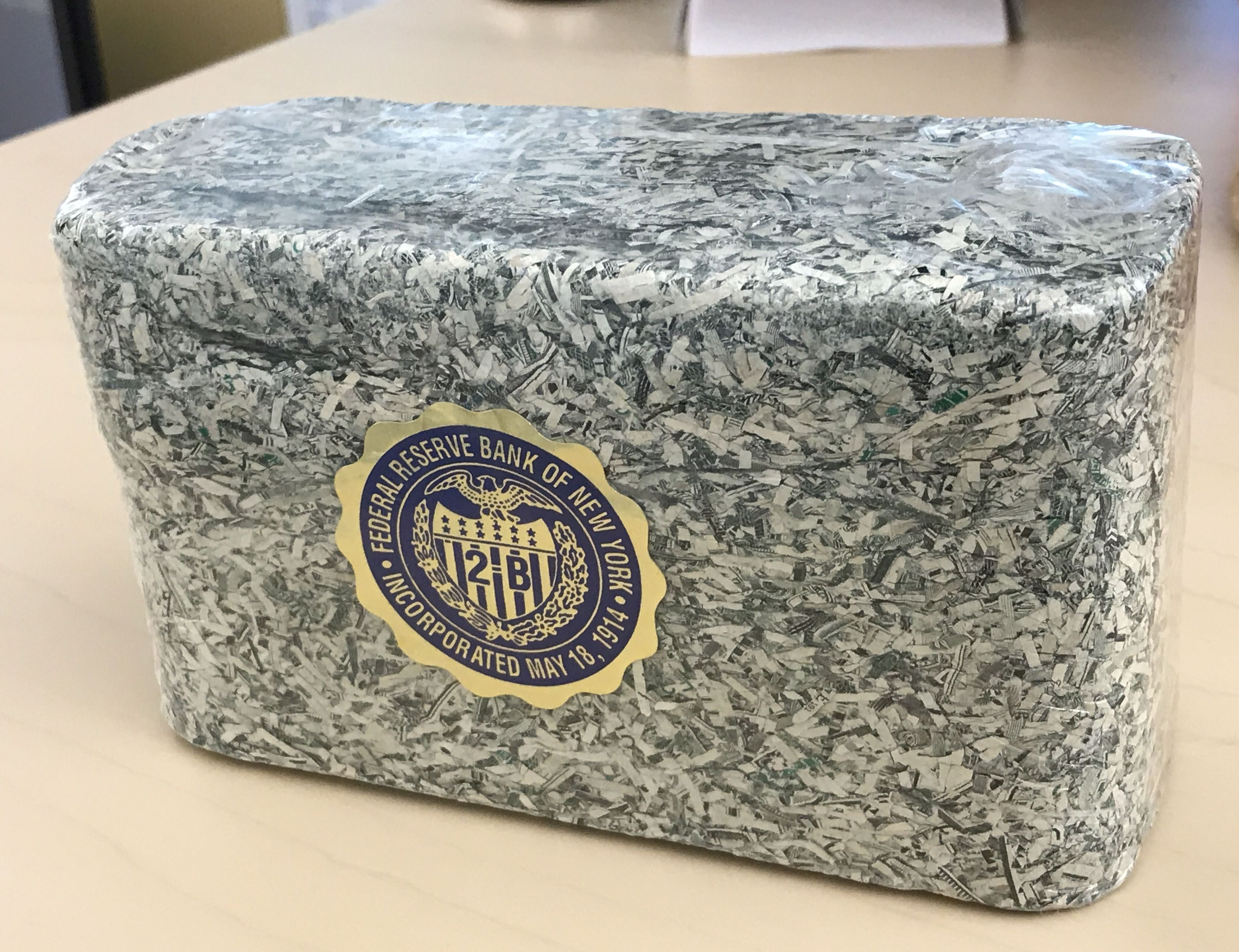
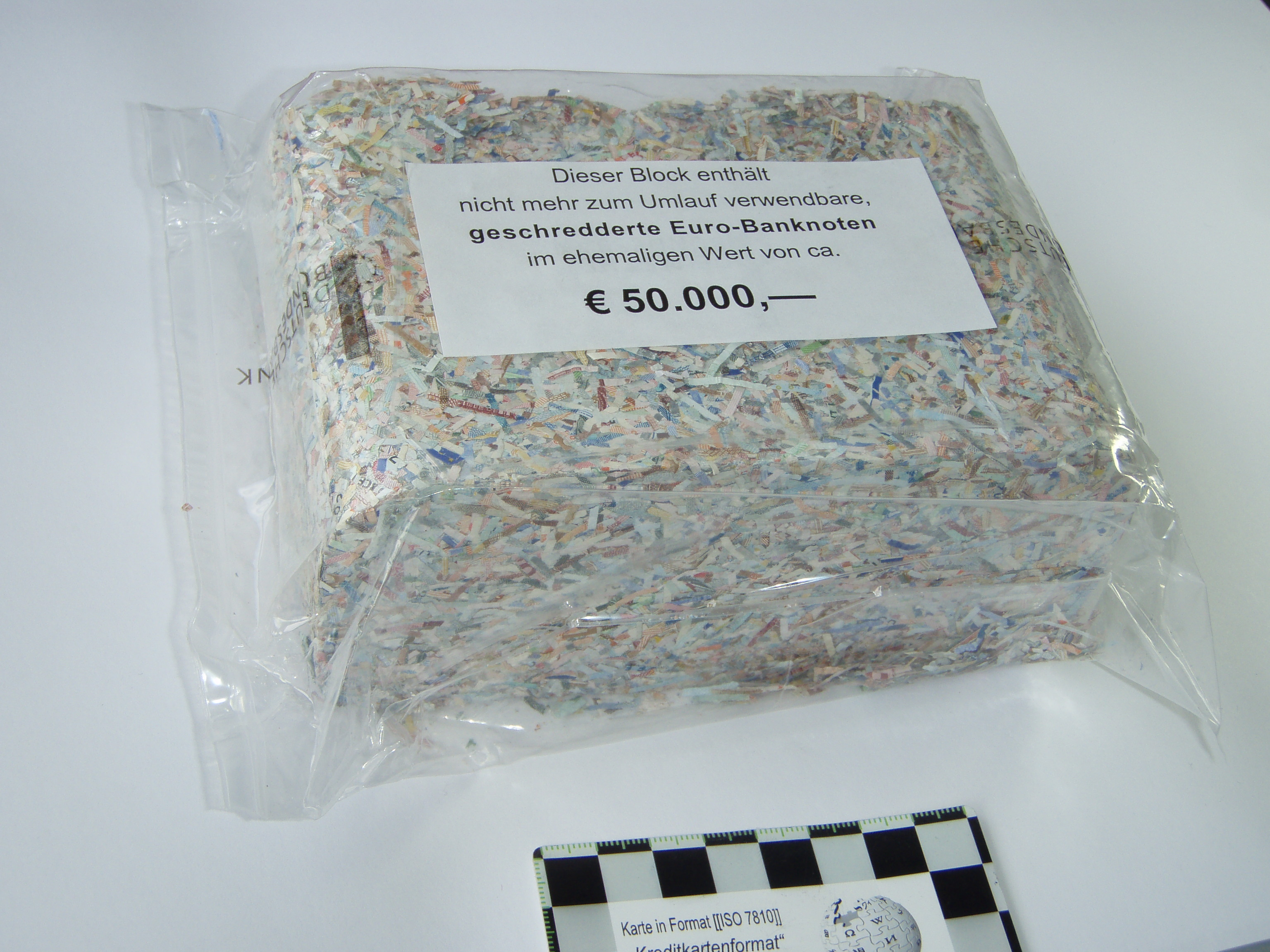
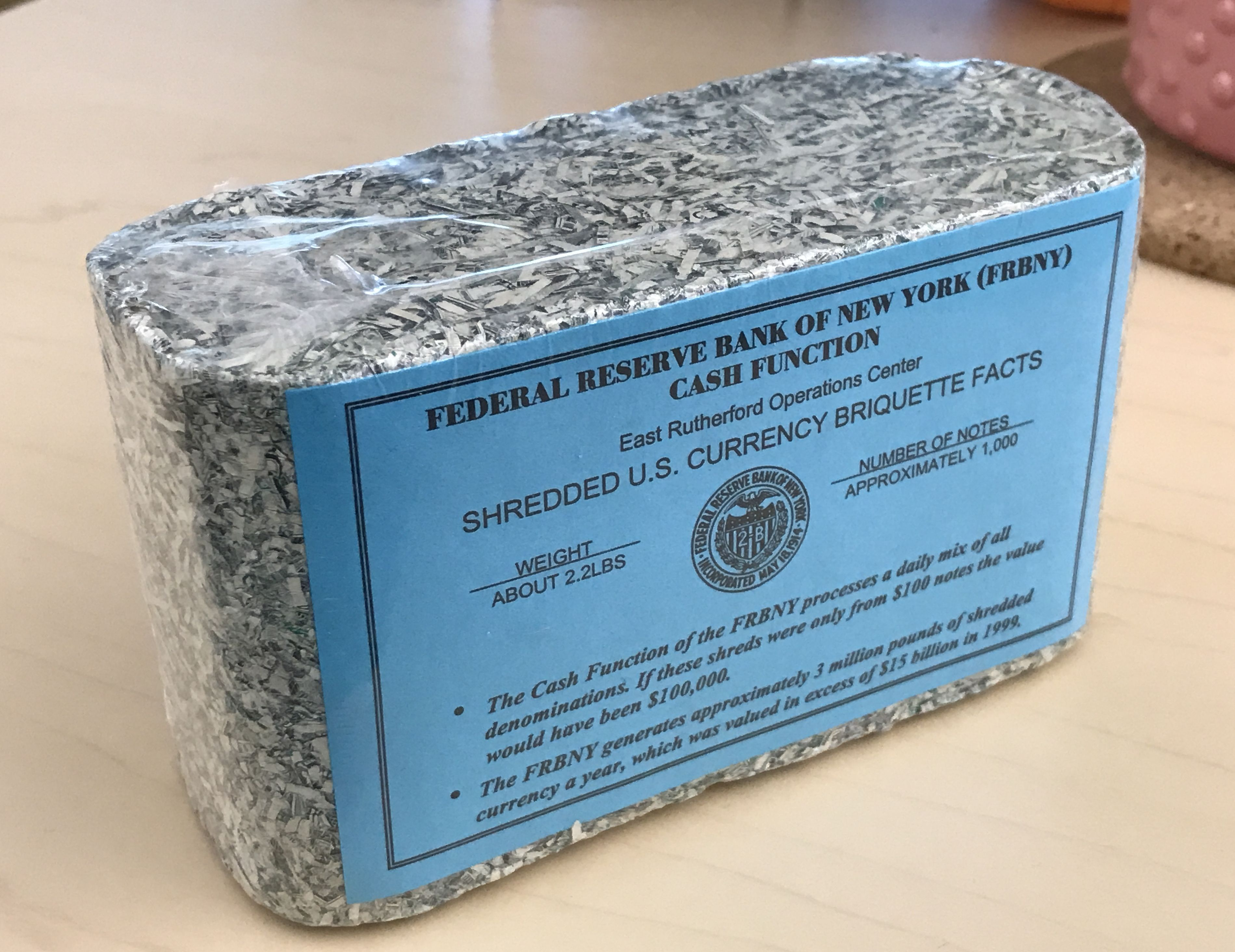
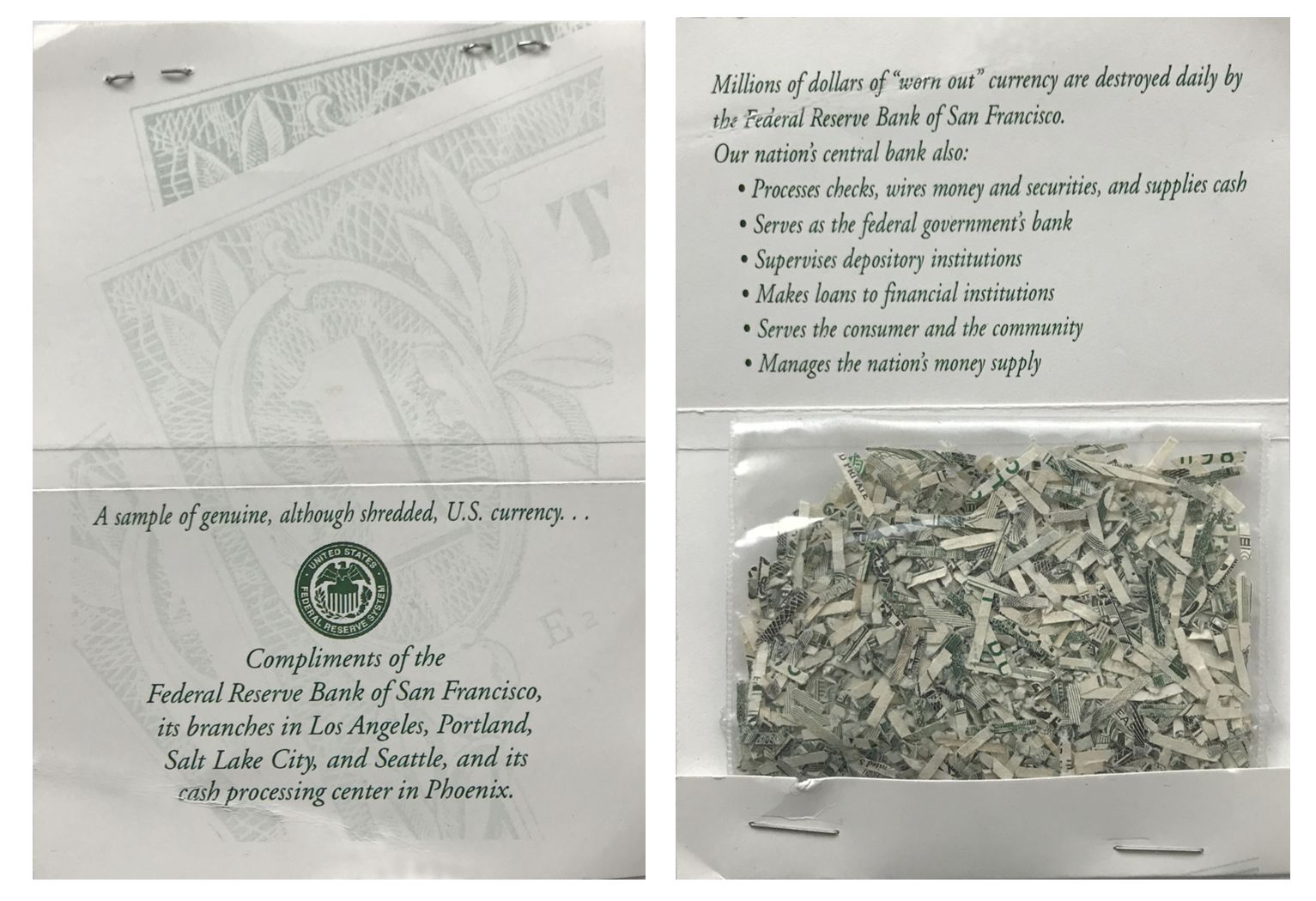